# RB Formula One Team
Racing Bulls S.p.A, thi đấu với tên gọi Visa Cash App RB Formula One Team (viết tắt là RB hoặc VCARB), là một đội đua Công thức 1 của Ý bắt đầu tham gia và thi đấu kể từ năm 2024 tại Công thức 1. Cùng với Red Bull Racing, RB Formula One Team là một trong hai đội đua Công thức 1 thuộc sở hữu của tập đoàn Red Bull GmbH của Áo. Được biết đến với tên gọi cũ là Scuderia AlphaTauri từ mùa giải 2020 đến 2023, đội được đổi tên thành RB Formula One Team cho mùa giải 2024. Các tay đua hiện tại của đội là Daniel Ricciardo và Tsunoda Yuki và lãnh đội là Laurent Mekies.

### Sử dụng động cơ Honda RBPT (2024–nay)

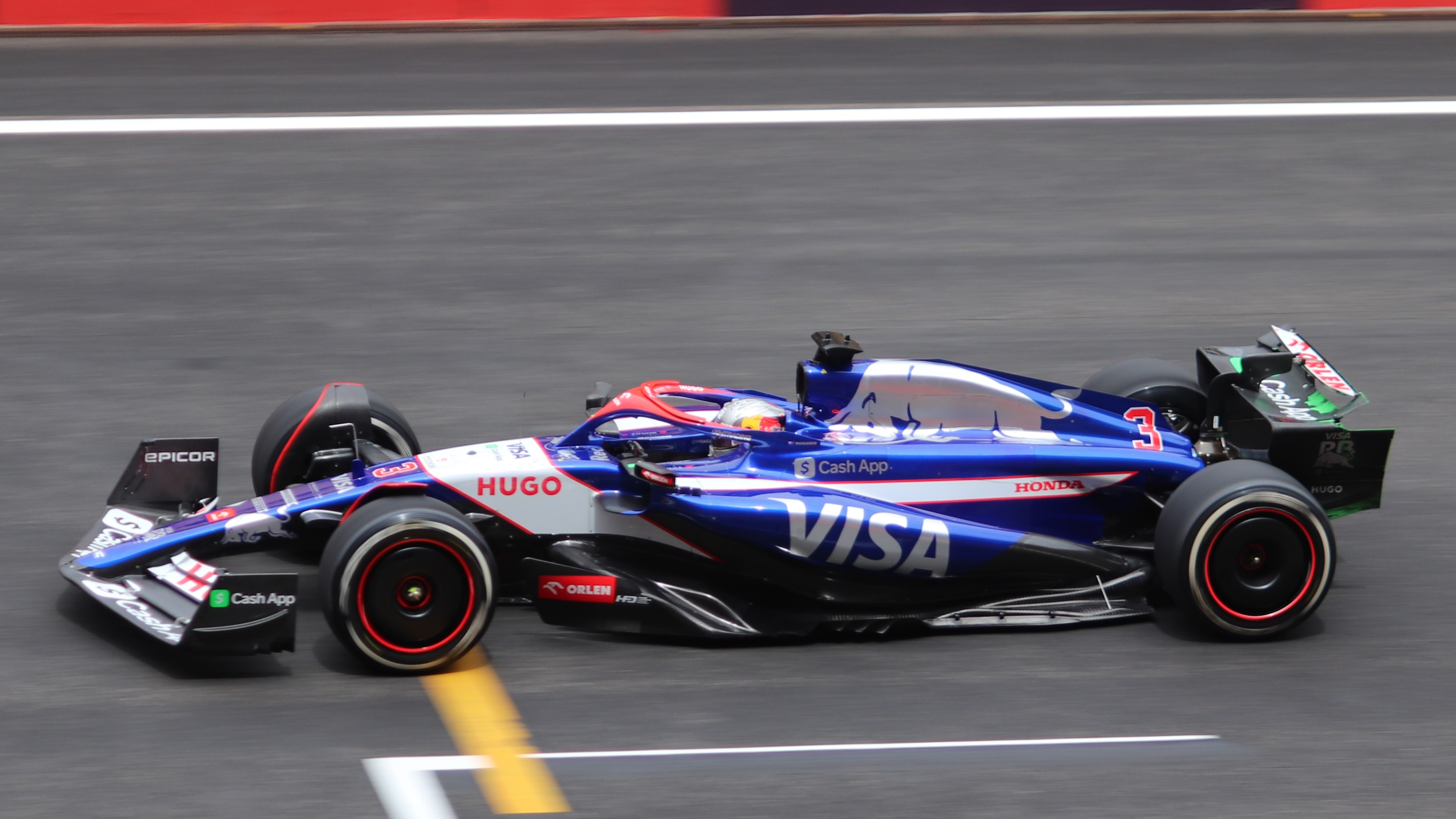
Daniel Ricciardo lái chiếc xe đua RB VCARB 01 tại Giải đua ô tô Công thức 1 Trung Quốc 2024

## Lịch sử